# Некомпетентний герой
Некомпетентний герой (англ. An Incompetent Hero) — американська короткометражна кінокомедія Роско Арбакла 1914 року.

## Сюжет
Фатті фліртує з сусідською дружиною Кеннеді, і він дуже радий цьому. Але прислуга спіймала Фатті і Мінту, і тоді починається погоня Едгара за Фатті, до якої приєднується поліція.

## У ролях
- Роско ’Товстун’ Арбакл — Фатті
- Едгар Кеннеді — сусід Фатті
- Люсіль Ворд — його дружина
- Мінта Дарфі — покоївка
- Аль Ст. Джон — грабіжник
- Джозеф Суікерд — шериф
- Тед Едвардс — поліцейський
- Річард Сміт — поліцейський
- Слім Саммервілл — поліцейський